# اسکار بلاندو
اُسکار بلاندو (ایتالیایی: Oscar Blando؛ ۷ فوریه ۱۹۲۴ – ۲۰ آوریل ۱۹۹۴) بازیگر اهل ایتالیا بود.
از فیلم‌هایی که وی در آن نقش داشته‌است، می‌توان به ایستگاه آخر اشاره کرد.